# Speciální čarodějnický díl (12. řada)
Speciální čarodějnický díl (alternativně také Speciální čarodějnický díl XI, v anglickém originále Treehouse of Horror XI) je 1. díl 12. řady (celkem 249.) amerického animovaného seriálu Simpsonovi. Scénář napsali Mike Scully, John Frink, Don Payne a Carolyn Omineová a díl režíroval Pete Michels. V USA měl premiéru dne 1. listopadu 2000 na stanici Fox Broadcasting Company a v Česku byl poprvé vysílán 21. ledna 2003 na stanici ČT1.

## Děj
Díl je rozdělen na tři části: Tátův duch (G-G-Ghost D-D-Dad), Z pohádky do pohádky (Scary Tales Can Come True) a Noc delfínů (Night of the Dolphin).

### Úvod
Simpsonovi začnou vycházet z domu. Homer vypadá jako Herman Munster, Marge jako Lily Munsterová, Líza jako Marilyn Munsterová, Bart jako Eddie Munster a Abe jako děda Munster. Líza v ruce drží knížku o autorském právu. Pak se před domem objeví dav a rodinu zlynčují. Marge a Abe mají do srdce vražený kolík, Homer hoří a Bart má na hlavě past na medvědy. Líze se nic nestalo, a tak jakoby nic se začne od místa vzdalovat.

### Tátův duch
Simpsonovi doma snídají. Homer si čte v novinách svůj horoskop. Stojí tam: „Dnes umřete.“. Líza se diví, protože na horoskop je to nezvykle konkrétní. Marge se tedy raději podívá na svůj a tam píšou: „Dnes váš manžel zemře.“. Homer se tomu začne vysmívat a přitom se řízne do tepny o hranu novin. S uvázanou rukou sedne do auta a jede do práce. Když vycouvá, spadne mu před auto strom. On to komentuje slovy: „Hehe, vedle. Blbej horoskop.“. Cestou do práce mu padající písmeno z názvu budovy slisuje půlku auta. On to znovu komentuje slovy: „Blbej horoskop.“. Dále na cestě se mu do čela zasekne krumpáč a i tentokrát se vysmívá svému horoskopu. „Drbej hromosvod.“ Už ale pravděpodobně utrpěl poškození mozku. Když přijde do práce, Lenny ho upozorní, že mu nějaký chřestýš žužlá ruku.
Doma u večeře vypráví své rodině, že se mu „skoro“ nic nestalo. Pak chce zákusek, ale nejprve musí dojíst svou brokolici. Ta ho zadusí. Jeho duch se dostane ke svatému Petrovi do nebe. Ten ale u jeho jména nevidí ani jeden dobrý skutek. Dá mu ale ještě jednu šanci se dostat do nebe. Má 24 hodin na to, aby vykonal aspoň jeden dobrý skutek. V noci jako duch poprosí Marge, aby mu pomohla vykonat dobrý skutek. Ona pro něj má seznam úkolů: uklidit garáž, vymalovat nebo vykachlíkovat. To mu ale přijde moc, tak se vydá do města a hledá místo, kde by mohl vykonat dobrý skutek. Chce pomoct Agnes Skinnerové přejít přes přechod, ale místo toho ji zabije.
Zbývá mu už jen jedna minuta. Sedne si na schody u radnice a naříká. Když v tom sjede dítě v kočárku ze schodů. On ho zachrání a putuje znovu ke svatému Petrovi. Ten mu ale sdělí, že se zrovna nedíval, a pošle ho do pekla.

### Z pohádky do pohádky
Homer a Marge bydlí s Bartem a Lízou v domě vypadajícím jako dýně. Homer přijde domů se zprávou, že přišel o místo vrtáka. Homer nechce, aby v jeho domě nějaké dítě hladovělo. Tak odvede děti do lesa. Ty zjistí, že jsou v pohádkovém lese. A vše probíhá stejně jako v Lízině knize. Ta jim pomůže vyhnout se trollovi a třem medvědům. Doma Homer oznámí Marge, že děti odvedl do lesa. Ta mu ale vynadá, že je mohou prodat, tak se Homer vydává je znovu nalézt. Bart a Líza najdou dům z perníku. Líza se chce podívat do knížky, ale Bart si myslí, že čarodějnici mohou věřit. Barta začne vykrmovat a Líza u ní uklízí. Homer je na poslední chvíli zachrání a čarodějnici hodí do pece. Doma už nebudou mít nikdy hlad.

### Noc delfínů
Simpsonovi jsou ve vodním světě. Líze se tam zželí jednoho delfína a pustí ho na svobodu. Ten je ale vládcem všech delfínů a na svobodě začne jako pomstu za své uvěznění plánovat převrat proti lidem. Jako prvního zabijí Lennyho na jeho nočním koupání v moři. Ráno policie nemá ani tušení, o co se jedná. Námořník na to přijde, ale jakmile to dořekne, tak ho také zabijí. Další noc se delfíni vynoří a obsadí město. Starosta rychle svolá schůzi, na které je delfíni přepadnou. Snorky, delfín, kterého Líza pustila, má u řečnického pultu proslov. Kdysi dávno prý žili delfíni na souši. Pak je ale lidští předci vyhnali do moře. Snorky završí svůj proslov tím, že vykáže lidi do moře. Vydají se ven, kde je plno delfínů. Homer ale přemluví ostatní, že už pár druhů vyhladili a zvládnou i tenhle. Prohrají a rodina sedí na gauči v moři.

### Závěr
Objeví se Kang a Kodos ve své lodi a stěžují si, že byli vynecháni z čarodějnického dílu. Pak dostanou telefonem nabídku, aby dělali reklamu na obchod s konfekcí.

## Produkce
Epizodu režíroval Matthew Nastuk a scénář napsali Rob LaZebnik, John Frink, Don Payne a Carolyn Omineová. První část, Tátův duch, napsal Rob LaZebnik, ale s nápadem přišel tehdejší showrunner seriálu Mike Scully. Jedná se o první scenáristický úspěch Roba Lazebnika v seriálu, jeho druhým úspěchem byla pátá epizoda řady Homer versus důstojnost. Druhá část, Z pohádky do pohádky, je po Napravení šíleného klauna druhým scenáristickým počinem dvojice John Frink – Don Payne, nicméně námět nebyl jejich.
Třetí pasáž, Noc delfínů, napsala Carolyn Omineová. Scenáristé chtěli mít část ve znamení pocty nějakému zvířeti a rozhodli se pro delfíny, protože jsou to „nejpřátelštější zvířata na světě“. Omineová vymyslela způsob, jakým delfíni chodí po souši, a předhodila ho režisérovi Matthewovi Nastukovi. Krále delfínů nadaboval Harry Shearer. Existují dvě vymazané scény, které jsou k dispozici na DVD – jedna s doktorem Juliusem Dlahou bojujícím s injekčními stříkačkami a jedna, v níž Vočko Szyslak strká delfínovi do výfukového otvoru plynovou trubičku během války lidí proti delfínům. Během produkce scenáristé zařadili scénu s Kangem a Kodos, která byla zmíněna v závěru epizody. Několik prvků ze pasáže Noc delfínů bylo použito ve videohře The Simpsons Game.

## Kulturní odkazy
Úvodní píseň je parodií na seriál The Munsters. Z pohádky do pohádky je parodií na Pohádky bratří Grimmů. Scéna, v níž začne kočárek s dítětem padat ze schodů, odráží podobnou scénu z filmu Křižník Potěmkin. V Noci delfínů je scéna, v níž Snorky vyskočí z vodního parku do oceánu, parodií na film Zachraňte Willyho!

## Přijetí
Ve Spojených státech díl během premiéry sledovalo 13,2 milionu diváků.
Od původního vysílání se epizoda dočkala vesměs pozitivních recenzí. Matt Haigh z Den of Geek uvedl: „Je to pravděpodobně jedna z nejzábavnějších halloweenských epizod v historii seriálu.“. Matt Groening označil třetí část za jednu ze svých osobních nejoblíbenějších scén z celého seriálu.
Colin Jacobson z DVD Movie Guide epizodu kladně ohodnotil slovy: „I v těch nejslabších řadách Simpsonových se můžete spolehnout, že halloweenské epizody přinesou dobrou zábavu. Nebo alespoň docela slušnou komedii, jak dokazuje nahoru a dolů mířící čarodějnický díl XI. Žádná z pasáží nevyniká, ale žádná také nepropadá, takže nás baví. Je opravdu těžké vyčítat mainstreamovému televiznímu seriálu, který odkazuje na díry slávy, takže čarodějnický díl XI dostává kladné hodnocení i přes několik přešlapů.“. Mac McEntire z DVD Verdictu uvedl, že nejlepšími momenty epizody byl Snorky.
Patrick D. Gaertner ze serveru Puzzled Pagan napsal: „Tento Speciální čarodějnický díl je neuvěřitelně nevyrovnaný. Mám pocit, že žádný z nich není opravdu nikdy špatný, protože jsou prostě tak hloupé a divné, ale tento byl asi můj nejméně oblíbený, který jsem zatím viděl. V epizodě je několik skvělých nápadů a vtipů, ale jako celek je dost slabá. Obzvlášť část s Homerovým duchem je nic moc. Nápad, že Homer bojuje proti nějakému podivnému prokletí typu Nezvratný osud, byl docela zábavný, ale zbytek, kdy se snaží udělat dobrý skutek, je opravdu divný a nesedí k tématu epizody. Pohádková část je asi nejlepší, ale pořád má spoustu problémů. V této malé pasáži bylo hodně nápadů a je to prostě až příliš nacpané. Buď měli vytáhnout nějaké vtipy, nebo to měli udělat jako celou epizodu, ne jen jako část. Pak je tu to s delfíny. To bylo taky až moc nabité. Mají tam takovou malou zábavnou věc se Zachraňte Willyho!, zábavnou věc s Čelistmi a pak takovou divnou parodii na Ptáky, před válkou druhů. Kdyby to vzalo jen jeden z těch nápadů a rozjelo se to, možná by to mohlo fungovat, ale takhle to bylo podivně nafouklé na nějakých deset minut. Takže ne moc dobrý začátek dvanácté řady.“.